# Pour le Mérite

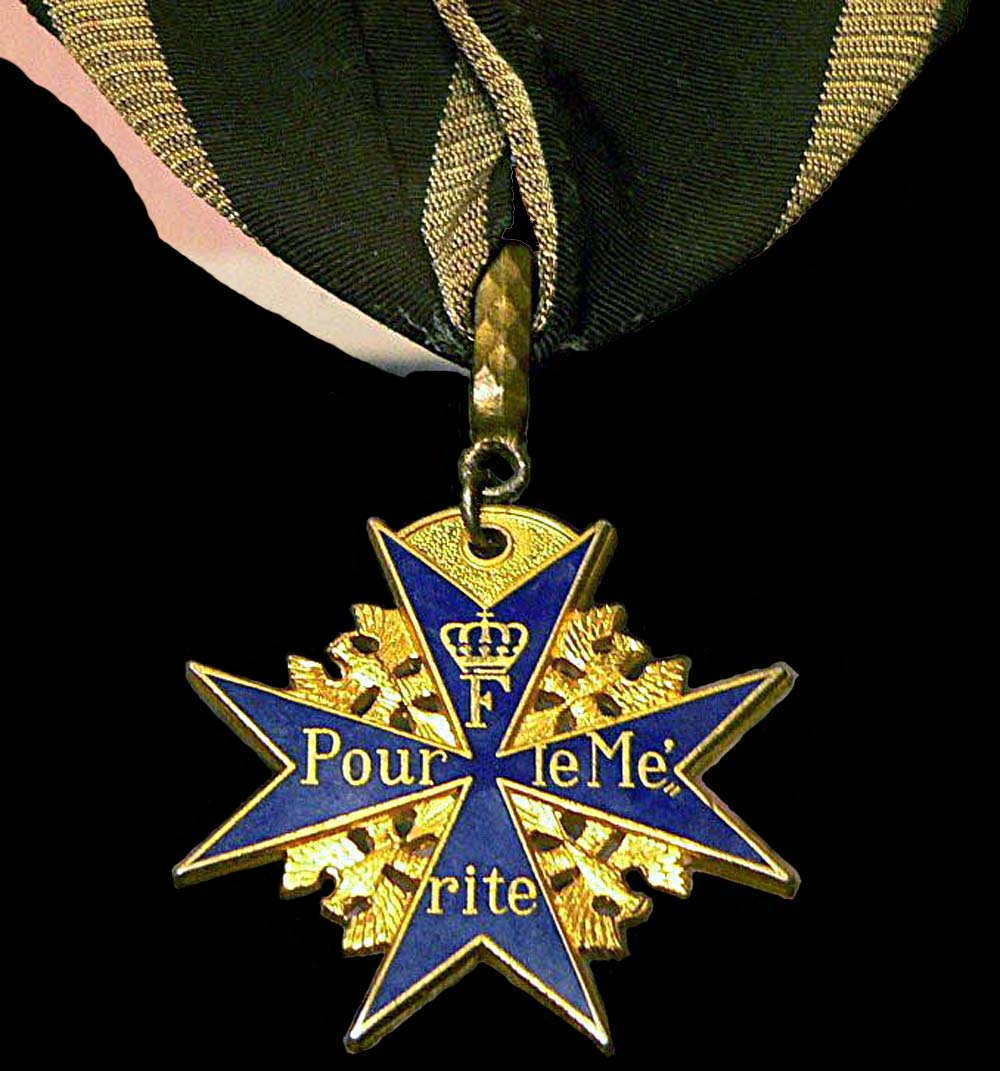
Pour le Mérite

Pour le Mérite foi a mais alta condecoração militar da Prússia até o final da Primeira Guerra Mundial.

## História
Foi instituída em 1740 por Frederico II, e nomeada em francês (a língua da corte real). Até 1810 a condecoração foi uma honraria tanto civil quanto militar, mas em janeiro daquele ano, o rei da Prússia Frederico Guilherme III decretou sua exclusividade aos militares.
Em 1842, Frederico Guilherme IV estabeleceu uma classe civil, a Orden Pour le Mérite für Wissenschaften und Künste (Ordem Pour le Mérite para as Ciências e as Artes), dividida em três níveis: Humanidades, ciências naturais e belas artes.
Foi durante a Primeira Guerra Mundial que a Pour le Mérite conquistou sua fama. Embora ela pudesse ser entregue a qualquer oficial militar, seus receptores mais famosos foram aviadores, os quais eram indicados à condecoração após abaterem oito aviões inimigos, sendo que esse número aumentou ao longo da guerra, Max Immelmann e Oswald Boelcke foram os primeiros pilotos galardoados.

## Receptores notáveis
Lista parcial:
- Frederico II da Prússia
- Frederico Guilherme III da Prússia
- Guilherme I da Alemanha
- Frederico III da Alemanha
- Guilherme II da Alemanha
- Lothar von Arnauld de la Perière
- Otto von Bismarck
- Werner von Blomberg
- Fedor von Bock
- Oswald Boelcke
- Hermann Göring
- Paul von Hindenburg
- Ernst Jünger
- Manfred von Richthofen
- Erwin Rommel
- Friedrich Sixt von Armin
- Alfred von Tirpitz
- Werner Voss

A medalha foi abolida após a abdicação do imperador Guilherme II e o fim do Império Alemão em 9 de novembro de 1918. Em 1952, o presidente da Alemanha Ocidental, Theodor Heuss, reinstituiu a classe civil da condecoração, criando o Bundesverdienstkreuz.